# Torrebaixa
Torrebaixa (en castellà i oficialment, Torrebaja) és un municipi del País Valencià que es troba a la comarca del Racó d'Ademús.

## Geografia
Està situat en el marge dret del riu Túria, en el punt més ample d'esta vall fluvial. El seu emplaçament correspon a l'extrem final d'una lloma que penetra sobre el fons de la vall, en l'interfluvi entre el Túria i el seu afluent, l'Ebrón. L'orografia del terme és relativament poc accidentada, tot de terres de conreu i únicament 4,7 km² i que es troba en la vall del Túria; encara que està envoltada d'altes muntanyes, especialment per l'est, l'horitzó del qual està constituït pels contraforts de la Serralada de Javalambre i la Serra de Tortajada, amb los Algezares i los Molares (1.077 m) com a cims més elevats, encara que ja fora del seu terme. Limita amb Ademús i Castielfabib.

### Nuclis
- Torrebaixa
- Torre Alta
- Los Pajares de Castielfabib

## Història
Amb anterioritat al segle xvii la població de "Torre Orchet", "Torre Hondonera" o "Villar de Orchet", antecedent de l'actual Torrebaixa, va estar situada en la partida de los Villares, enfront de l'actual, però en la ribera dreta de l'Ebrón. Sembla que eixe assentament anterior va ser abandonat i instal·lats els nous pobladors en l'actual en el segle xvii. El nou poble va rebre la denominació de Torrebaixa, o en la grafia antiga "Torrebaxa".
Torrebaixa va tenir el seu origen en un grup de cases en l'entorn de la Casa Gran. El nucli originari pot observar-se en el traçat de l'àrea formada pels carrers Rosario, Ferreria, Església, Font i les places de l'Església i Placeta de Jaume I. Esta zona estava delimitada a l'est per l'antic Camí ral d'Aragó a Castella, el traçat del qual correspon als actuals carrers Fuentecillas i Cantón, mentre l'accés cap a l'oest corresponia als carrers de San Roque i Rosario.
Va ser fundada a principis del segle xvii, després de l'expulsió dels moriscs d'Espanya (1609-1614). El seu terme municipal se superposa al del mayorazgo que fundés don Diego Ruiz de Castellblanc, el seu primer senyor, en terres de la jurisdicció de Castielfabib.
Amb la desaparició dels Senyorius i Mayorazgos en 1808 es va constituir com a municipi independent.
A partir de la divisió provincial realitzada per Javier de Burgos en 1833, es va dur a més la creació dels partits judicials. Segons el Decret Reial del 21 d'abril 1834, Torrebaixa passa a formar part del Partit Judicial d'Alpont, amb la capital a Xelva.
La Llei de Desamortització de 1854 va suposar per a Torrebaixa un dels majors esdeveniments de la seua història com a poble, ja que en virtut d'eixa promulgació, na Juana Casaus de Castilblanque (l'antic Castellblanc, llavors castellanitzat), en aquell temps ama i senyora de Torrebaixa, va procedir a la liquidació del seu patrimoni en la localitat entre les seus renters i colons. Això succeïa el 23 de gener de 1856.
Fins a l'any 1995 el seu terme municipal era encara més menut, únicament comptava amb 2,84 km² i un enclavament de 0,65 km² al nord de la població, Torrealta, a la dreta del riu Guadalaviar. En 1995 el govern valencià va segregar el barri de Los Pajares de Castielfabib i el va afegir al terme de Torrebaixa.

## Demografia
| 1990 | 1992 | 1994 | 1996 | 1998 | 2000 | 2002 | 2004 | 2006 | 2008 | 2010 | 2011 |
| ---- | ---- | ---- | ---- | ---- | ---- | ---- | ---- | ---- | ---- | ---- | ---- |
| 464  | 483  | 485  | 457  | 450  | 447  | 452  | 470  | 414  | 433  | 455  | 457  |

## Economia
Torrebaixa s'ha caracteritzat pel seu paper d'encreuament de camins. En el passat que confluència del Camí ral el trànsit del de València a Molina d'Aragó. Posteriorment, ja en el segle xx, eixe paper fon reforçat pel traçat de les carreteres N-420 i N-330, coincidents en el seu pas pel poble. El paper de nuc de comunicacions ha contribuït a accentuar el desenvolupament econòmic durant els segles XIX i XX, centrat en la comercialització de fruites i una elemental xàrcia fabril. A conseqüència de tot això, Torrebaixa ha sigut el poble que ha experimentat un major creixement poblacional en la comarca des del segle xviii.
L'agricultura, que fon la principal font d'ingressos des de temps històrics i fins a temps recents, es troba actualment en franca recessió. Posseïx una bella horta de regadiu i una complexa xàrcia de séquies; però existixen terres improductives en un ampli percentatge del seu terme, pendents d'una reparcel·lació de la propietat i a l'espera d'orientar la seua producció cap a algun cultiu específic que siga apropiat al clima i les condicions generals de la zona.
La ramaderia és escassa.

## Política i govern

### Composició de la Corporació Municipal
El Ple de l'Ajuntament està format per 7 regidors. En les eleccions municipals de 26 de maig de 2019 foren elegits 5 regidors del Partit Popular (PP) i 2 del Partit Socialista del País Valencià (PSPV-PSOE).
| Eleccions municipals de 26 de maig de 2019 - Torrebaixa                                                          |                                          |                                     |                                     |      |          |          |
| Candidatura | Candidatura                              | Candidatura                         | Cap de llista                       | Vots | Vots     | Regidors |
| | Partit Popular                           |                                     | Carmen Villanueva Hernández         | 197  | 68,64%   | 5 (+1)   |
| | Partit Socialista del País Valencià-PSOE |                                     | Octavio Gómez Luis                  | 86   | 29,97%   | 2 (-1)   |
| | Vots en blanc                            |                                     |                                     | 4    | 1,39%    |          |
| Total vots vàlids i regidors                                                                                     | Total vots vàlids i regidors             | Total vots vàlids i regidors        | Total vots vàlids i regidors        | 287  | 100 %    | 7        |
| | Vots nuls                                | Vots nuls                           | Vots nuls                           | 9    | 3,04%    |          |
| Participació (vots vàlids més nuls)                                                                              | Participació (vots vàlids més nuls)      | Participació (vots vàlids més nuls) | Participació (vots vàlids més nuls) | 296  | 87,32%** |          |
| Abstenció | Abstenció                                | Abstenció                           | Abstenció                           | 43*  | 12,68%** |          |
| Total cens electoral                                                                                             | Total cens electoral                     | Total cens electoral                | Total cens electoral                | 339* | 100 %**  |          |
| Alcaldessa: Carmen Villanueva Hernández (PP) (15/06/2019) Per majoria absoluta dels vots dels regidors           |                                          |                                     |                                     |      |          |          |
| Fonts: JEC, JEZ Llíria, Periòdic Ara. (* No són vots sinó electors. ** Percentatge respecte del cens electoral.) |                                          |                                     |                                     |      |          |          |

### Alcaldia
Des de 2019 l'alcaldessa de Torrebaixa és Carmen Villanueva Hernández del Partit Popular (PP).
| Període                       | Alcalde o alcaldessa                                 | Partit polític | Data de possessió     | Observacions         |
| ----------------------------- | ---------------------------------------------------- | -------------- | --------------------- | -------------------- |
| 1979–1983                     | Cándido Roselló Domingo                              | UCD            | 19/04/1979            | --                   |
| 1983–1987                     | Cándido Roselló Domingo                              | AP-PDP-UL-UV   | 28/05/1983            | --                   |
| 1987–1991                     | Vidal Gimeno Casino                                  | AP             | 30/06/1987            | --                   |
| 1991–1995                     | Alfredo Sánchez Garzón                               | GIUPT          | 15/06/1991            | --                   |
| 1995–1999                     | Armando León Valero                                  | PP             | 17/06/1995            | --                   |
| 1999–2003                     | Justo González Tregón Mª Carmen Villanueva Hernández | PP             | 03/07/1999 02/06/2000 | Dimissió/renúncia -- |
| 2003–2007                     | Francisco Javier Varela Tortajada                    | PP             | 14/06/2003            | --                   |
| 2007–2011                     | Francisco Javier Varela Tortajada                    | PP             | 16/06/2007            | --                   |
| 2011–2015                     | Octavio Gómez Luis                                   | PSPV-PSOE      | 11/06/2011            | --                   |
| 2015–2019                     | Manuel Enrique Tortajada Matos                       | PP             | 13/06/2015            | --                   |
| 2019-2023                     | Carmen Villanueva Hernández                          | PP             | 15/06/2019            | --                   |
| Des de 2023                   | n/d                                                  | n/d            | 17/06/2023            | --                   |
| Fonts: Generalitat Valenciana |                                                      |                |                       |                      |

## Monuments

### Monuments religiosos

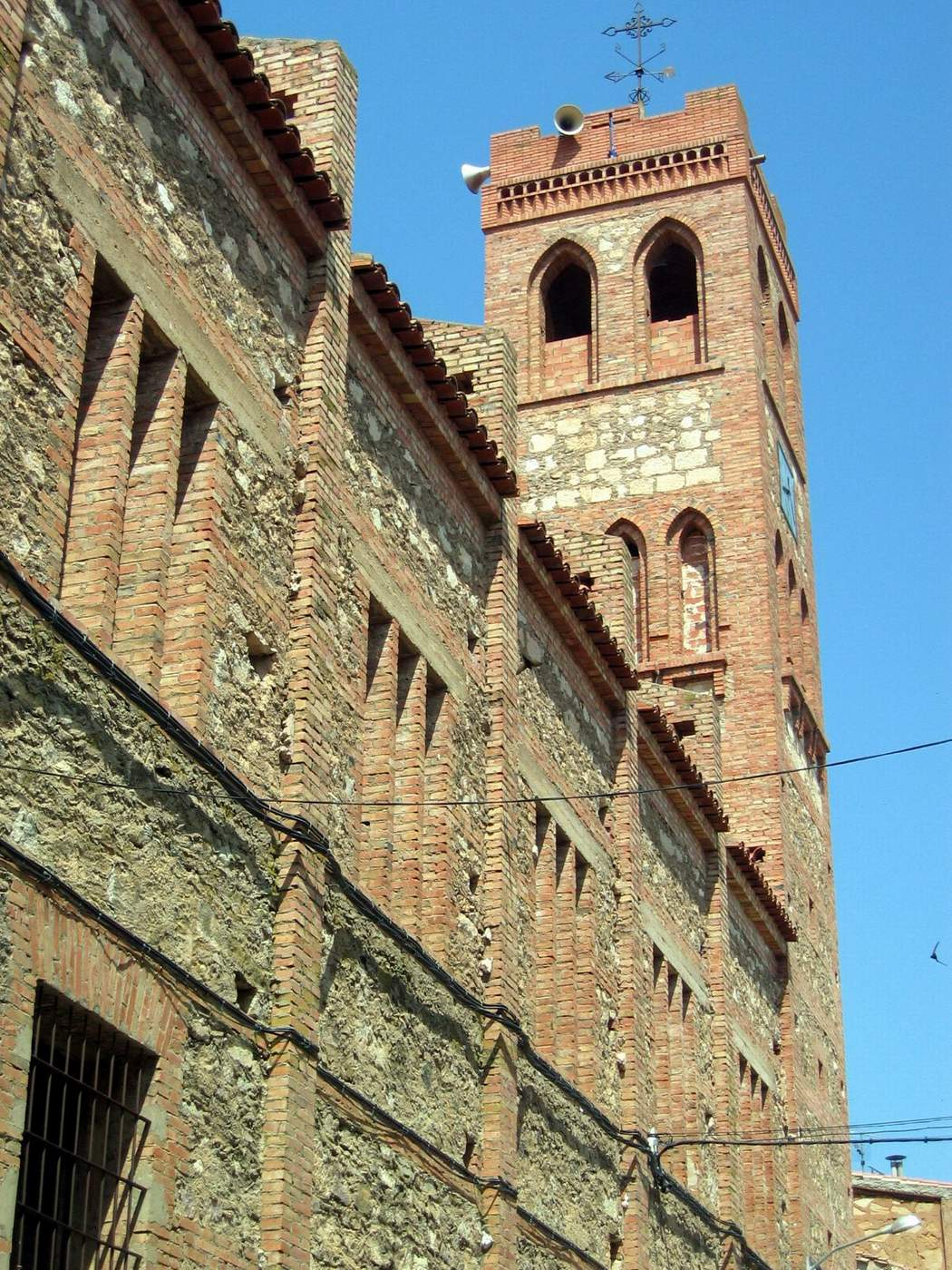
Façana oriental de l'Església de Santa Marina

- Església de Santa Marina de Jerusalem. Es tracta d'un temple modern construït en els anys 50 del passat segle en substitució de l'anterior, danyat pels bombardejos soferts durant la Guerra Civil. La seua fàbrica és de maó sense revestir i pedrera, amb una esvelta torre-campanar del mateix material i fonaments de pedra calcària tallada. La seua teulada de teula àrab és a dues aigües, que recau sobre els petits sostres separats per contraforts de les capelles laterals.

- Ermita de Sant Roc. Es troba en la part alta del poble, dominant tot el caseriu i la vega del Túria al seu pas pel municipi.

- Ermita de Sant Josep. Situada en la partida de Los Villares. Amb estructura de contraforts laterals que acreixen l'aspecte robust del conjunt. La seua teulada de teula àrab aboca a quatre aigües i es troba coronat en la seua part més alta per un humil campanar de maó. La construcció, de fet, està formada per dos elements: el porxo d'entrada, que és la part més cridanera del conjunt, i l'ermitori pròpiament, que es troba darrere i en un plànol més elevat.

### Monuments civils
- Casa de los Picos. Edifici emblemàtic en forma de torrassa quadrangular coronat per estructures volades i en forma piramidal -típiques de molts edificis civils i religiosos del s. XVII-, que reposen sobre les cornises altes del mateix i que li donen un aspecte singular. Tenia una funció més d'ornament i expressió de l'orgull aristocràtic del senyor del Mayorazgo que la va construir, que de combat o defensiva.

- Jaciment arqueològic de Los Villares, on s'assentava l'antic poblat de "Torre del Villar de Orcheta". Es troba ressenyat per la Conselleria de Cultura de la Generalitat Valenciana, però no està excavat científicament. Se suposa que va poder ser un primitiu assentament íber, reutilitzat posteriorment, segons el tipus de soterraments (a força d'atuells de ceràmica fosca amb ossets triturats i calcinats dintre), i altres restes ceràmiques que han aparegut per la zona.

- Casa senyorial dels Ruiz de Castelblanque

- Torre Alta o Torre Somera

## Festes i celebracions
- Sant Antoni Abad. Se celebra el 17 de gener.
- Carnestoltes. Se celebren a la fi de febrer.
- Sant Isidre Llaurador. Se celebra el 15 de maig.
- Festa Patronal de Santa Ana. (Torre Alta).
- Festa Patronal de Santa Marina "la cerecera". Se celebra a mitjan juny.
- Festa Patronal de Santa Marina "la melonera". Se celebra a la fi d'agost.

## Personatges destacats
- Jaume Ruiz de Castellblanch, senyor de la Torrebaixa i prestigiós bandoler de mitjans del segle xvii.[8]